# A.T.O.M. Alpha Teens On Machines
A.T.O.M. Alpha Teens on Machines (2005–2007) – francuski serial animowany, który w Polsce premierę miał na kanale Jetix. Serial opowiada o piątce przyjaciół tworzących drużynę Alpha, którzy mieszkają w fikcyjnym mieście Landmark City. Ich zadaniem jest testowanie nowych urządzeń (aut, motorów, wind, samolotów, itp.) stworzonych przez Lee Industries System, których używają do pokonania groźnych przestępców, takich jak Alexander Paine. W drugiej serii muszą zmierzyć się z Panem Lee i jego drużyną mutantów stworzonych z ich DNA.

## Główni bohaterowie
- Axel Manning – lider grupy. Wojownik Jo Lan (starożytna sztuka walki, która łączy ze sobą moc umysłu z ciałem i pozwala na wyzwolenie niezwykłej energii podczas walki). Stracił ojca, Sebastiana Manninga, w wybuchu. Początkowo myślał, że zabił go Alexander Paine, a w drugiej serii, że bombę zdetonował Pan Lee. W odcinku „Ogon Węża” okazuje się, że ten nie ma z tym nic wspólnego, a prawdziwym zamachowcem był szef Syndykatu, Kwan. Wciąż chce poznać prawdę o ojcu. Nienawidzi cyborgów. Jest bardzo dobrym kierowcą. Jego pojazdem jest Airjet od Garetta, który ma ultradopalacz. Jego ulubione powiedzenie to „Dalej, drużyno, gazu!”. Shark nazywa go w skrócie „Ax”, a Hawk „X-man”. Ma brązowe włosy i błękitne oczy. Axel ma słabość do Lioness. Jego strój jest koloru czarno-pomarańczowego. W I serii jego głównym wrogiem jest Paine, a w II jego klon Tilian.
- Crey „King” Kingston – zawodowy zapaśnik oraz dobry przyjaciel Axela. Kocha zwierzęta, bardzo się o nie troszczy i nienawidzi, gdy ktokolwiek je źle traktuje. Ma duże umiejętności w zakresie obsługi komputerów. W dzieciństwie był niesfornym łobuzem. Jest największy i najsilniejszy z całej drużyny. Jego powiedzenie to „Zejdź mi z oczu!”. Jego pojazdem jest Trackerjet. Ma młodszego brata o imieniu Duke, o którego bardzo się troszczy. Specjalne naramienniki ułatwiają mu walkę. Jest czarnoskóry, ma zielone oczy i jest łysy. Jego strój jest biało-pomarańczowy. W I serii jego głównymi rywalami są Flesh i Vinnie Rossi, a w II jego klon Wrecka.
- Catalina „Lioness” Leone – odważna i impulsywna dziewczyna. Lubi sport. Uprawia capoeirę. Pochodzi z Brazylii, stąd jej karnacja. Jej rodzinne miasto to Rio de Janeiro. Jest dobra w akrobatyce i w walce wręcz. Umie czytać z ruchu warg. Jest dobra z fizyki. Jej ojcem jest słynny muzyk Rico Leone, natomiast jej matka jest prezesem Banku Brasilia. Rodzina Leone jest bardzo bogata. Rodzice Lioness są rozwiedzeni. W dzieciństwie Cataliną opiekowała się niania Hipolita. Rodzina jest bardzo przewrażliwiona na punkcie jej bezpieczeństwa, z wyjątkiem niani, która wychowała ją na silną i niezależną kobietę. Lioness ma brązowe włosy i złote oczy. Jest zakochana w Axelu. Jej pojazdem jest cross MTX-9000. Jej ulubionym powiedzeniem jest „Vamos” (hiszp. Chodźmy). Jej strój jest zielono-biały. W I serii jej głównym przeciwnikiem jest Magness, a W II jej klon Firekat.
- Zack „Hawk” Hawkes – niezawodowy aktor oraz dobry pilot. Na początku nie chce być w drużynie Alpha, bo nie chce narażać życia, ale potem przyłącza się do niej na stałe. Zna wiele sztuczek magicznych. Jego pojazdem jest Bladejet od Garetta, który potrafi strzelać potężnymi działami laserowymi. Jego ulubione powiedzenie to „Kto rządzi?” oraz „Hawk bohaterem dnia”. Hawk jest zakochany w sobie i trochę egoistyczny, ale w podbramkowej sytuacji zawsze można na niego liczyć. Reklamuje krem na kurzajki i z tego powodu Shark często mu dokucza. Ma rude włosy i niebieskie oczy. Jego strój jest koloru niebiesko-pomarańczowego. Jego głównym przeciwnikiem jest jego klon Stingfly.
- Ollie Herbert „Shark” Sharker – surfer. Zawsze ma dobry humor i jest gotowy do żartowania. Często przyjacielsko rywalizuje z Hawkiem. Jest wiecznym chłopcem. Jest bardzo szybki. Uwielbia wodę i jest świetnym pływakiem. Podwodny skuter ułatwia mu pływanie. Jego pojazdem jest Subjet, który może służyć jako łódź podwodna. Jego ulubione powiedzenie to „Wyluzuj, koleś”. Ma blond włosy i niebieskie oczy. Jego strój jest żółto-niebieski. Jego głównym przeciwnikiem jest jego klon Rayza.

## Sprzymierzeńcy
- Garrett – młody geniusz i wynalazca. To on zaprojektował i skonstruował wszystkie maszyny, które testują Axel i reszta drużyny. Zanim jednak oni zaczęli je testować, sam to robił. Testując jedną z maszyn spowodował wypadek. Od tego czasu jeździ na wózku, który może zmieniać swoją wysokość, wspinać się na ściany i sufity. Pracuje on dla Lee Industries System i czasem pomaga w misjach drużynie Alpha.
- Liza – kuzynka Lioness. Choć myśli, że Lioness nie traktuje jej całkiem serio. Także pochodzi z Brazylii i trenuje capoeirę. Interesuje się techniką i mechaniką. Pojawiła się w odcinku „Zdalne sterowanie” w którym pomogła, razem z Garrettem, Drużynie Alpha pokonać Paine’a. Uratowała życie Lioness przed Spydahem. Lioness zaproponowała jej, aby została i zamieszkała razem z zespołem, ale odrzuciła tę propozycję. Obecnie pracuje dla Lee Industries Systems w Południowej Ameryce. Pojawiła się również w odcinku Dziewczyny z Brazylii.
- Richter – agent specjalny ścigający bandytów w Landmark City. Otwarcie nie popiera wtrącania się drużyny A.T.O.M. w sprawy policji, przez co często popada z nimi w konflikt. Ale kiedy Axel i reszta łapią jakiegoś super przestępcę, jest im bardzo wdzięczny. Wiedział, kto zdetonował bombę, dlatego nie lubi Axela. Nie pojawił się ani razu w drugiej serii.
- Dragon – tajemniczy ninja. Jest klonem Sebastiana Manninga, ojca Axela. Jest jednocześnie sprzymierzeńcem i wrogiem drużyny A.T.O.M.
- Michelle Moreno – reporterka TV. Ona jako pierwsza powiadomiła o ucieczce Aleksandra Paine’a z więzienia. Przeprowadzała wywiad z Janusem Lee na dworcu kolejowym podczas przewozu neutronium. Rozmawiała także z Lioness, kiedy uratowała dziecko z płonącego budynku. Powiadomiła mieszkańców, kiedy Paine zalał park rozrywki Outerworld oraz o włamaniu się Paine’a do banku i kradzieży pieniędzy, tyle że to zrobiła Magnes z D-Zelem. W odcinku „Zaciemnienie” zrobiła o A.T.O.M. reportaż, myśląc, że Hawk jest kapitanem drużyny, a reszta jego załogą. W tym samym odcinku pomogła drużynie Alpha znaleźć Paine’a i przeszkodzić mu w opanowaniu miasta.
- Szef departamentu bezpieczeństwa – nieznany z imienia i nazwiska, na ogół spokojny człowiek. W odcinku „Pułapka” razem z Sharkiem i Kingiem walczył z robotami.
- Doktor Nimbus – sławny prezenter pogody. W odcinku „Burzowy dzień” został zmuszony przez Paine’a do użycia swojego wynalazku do stworzenia huraganu, gdyż Paine porwał mu żonę i dzieci. Dzięki niemu i A.T.O.M. Paine nie dokończył swego planu zawładnięcia miastem.
- Doktor Evans – promotor pracy Garretta, który był jego najlepszym uczniem. Autor pracy o dźwiękach. W odcinku „Cierpienie Paine’a” został zmuszony przez niego, aby mu pomóc. Miał wyprowadzić strumień jego bólu na całe Landmark City. Dzięki jego pomocy i Garretta, drużyna Alpha zdążyła pokrzyżować plany Paine’a.
- Doktor Rachel Logan – pracuje dla państwa, robiąc różne tajne eksperymenty. Pierwszy raz pojawia się w odcinku „W głębi morza”. Kiedy statek jej ojca został zatopiony, poprosiła Sharka i Drużynę Alpha o pomoc.
- Carlos – przyjaciel Lioness. Tak samo trenuje capoeira i jest w tej samej grupie capoeiry co ona.
- Duke – młodszy brat Kinga. Ma dwanaście lat. Chodzi do szkoły dla wybitnie uzdolnionych. Ma najwyższy stopień IQ (iloraz inteligencji). Pan Lee przesłał do jego mózgu potencjał umysłowy innych zdolnych uczniów, przez co mu pomagał, a nawet zaatakował Kinga i resztę drużyny. Oprócz przesłania wiedzy przesłane zostały także urazy, gniew, zazdrość. Po tym wszystkim stał się mądrzejszy od samego Einsteina i posiadł moc telekinetyczną. Gdy już nie był potrzebny Panu Lee, ten chciał go zabić. Po wszystkim udało się odwrócić ten proces.
- Lekarka – nieznana z imienia i nazwiska pani doktor o brązowych włosach. Pojawiła się parę razy w odcinkach. Pierwszy raz jako dentystka z odcinka „Spotkanie z mistrzem”. Drugi raz w odcinku „Naturalne przyciąganie” jako lekarka z Żelaznej Góry, która została porwana, uwięziona i zastąpiona przez Magnes. Później w tym samym odcinku została uratowana razem z Lioness przez Hawka. Jednak kluczową rolę odegrała w odcinku „Wielki sen”, w którym pomogła uratować życie Axela, podając mu antytoksynę, którą sama wytworzyła. Axel w tym odcinku został otruty przez Paine’a silną trucizną z bardzo jadowitego wodnego pająka.
- Pułkownik Cooper – instruktor latania zatrudniony przez Pana Lee, który uczył Hawka i Axela jak latać odrzutowcem Lee Industries Statojetem, a Lioness, Kinga i Sharka jak obsługiwać system nawigacji na ziemi.
- Laura – instruktorka pływania na plaży. Uczyła pływać Hawka, który należał do grupy z małymi dziećmi. Jej lekcje pozwoliły Hawkowi uratować pod wodą Sharka i doktor Logan.
- Rico „Trash” Leone – ojciec Lioness. Wokalista muzycznej grupy rockowej „Buddy Hammer”, za którą szaleje reszta Drużyny. Przez lata zaniedbywał rodzinę przez liczne trasy koncertowe. W końcu postanowił odbudować swe relacje z córką, co ostatecznie mu się udało po wielu próbach.
- Madison – miłość Axela z jego rodzinnego miasta. Spotkał ją dopiero w odcinku „Zaprogramowany”. Widział ją ostatni raz na meczu rugby. Wciąż coś do niego czuje, choć on traktuje ją jak przyjaciela, a nie jak miłość.
- Jenny – młodsza siostra Madison. Madison nazywa ją „Wiewióreczką”, a Hawk „Wiewiórem”. Kiedy Hawk uratował ją przed spadającymi pudełkami, zaczęła za nim wszędzie chodzić.
- Maypline – kumpel Sharka. To on nauczył Sharka wszystkiego o surfingu. Spotkał go w odcinku „Przebudzenie Krakena”. Podczas huraganu na morzu uratował Sharka i Hawka przed utonięciem.

## Drużyny
- Alpha
- Mu-Team
- Omega
- Paine’a
- Ogon Węża

## Wrogowie drużyny A.T.O.M.

### Gang Paine’a
- Alexander Paine – wróg drużyny Alpha. Próbuje zniszczyć miasto Landmark City. Na początku partner ojca Axela – Sebastiana Manninga. Kiedy ten dowiedział się, że Paine pracuje na dwa fronty, rozpoczął z nim walkę. W jej trakcie doszło do wybuchu bomby zastawionej przez „Ogon węża”. Wybuch zabił Sebastiana Manninga i dotkliwie zranił Paine’a, który chwilę potem trafił do więzienia. Po ucieczce z więzienia Paine pragnie zawładnąć całym miastem, a później światem. W odcinku „Dotyk Paine’a” Paine odkrywa w sobie nową moc, wywołaną uszkodzeniem jego układu nerwowego w odcinku „Paine – cień z przeszłości, część 2”. Może poprzez dotyk przenosić na innych niezwykle silny ból, pod którego sam jest ciągłym wpływem. Jego pojazdem jest Street Shredder. W odcinku „Potyczka” zostaje pokonany przez Axela i wsadzony za kratki. W drugiej serii daje Axelowi zdjęcie przedstawiające ojca Axela i człowieka z wypaloną twarzą, który ponoć stoi za śmiercią Sebastiana Manninga. Tym człowiekiem okazuje się Lee, ale okazuje się, że to nie on spowodował wybuch. Ma córkę 2 lata młodszą od drużyny Alpha – Samanthę, która posiada magnetyczne moce.
- Roger „Spydah” Marcel – pomocnik Paine’a. Uwielbia pająki i tworzy maszyny w ich kształcie. Inteligentny, choć przez swoje dziwaczne zachowanie często jest uważany za kretyna. Na plecach nosi mechaniczne pajęcze nogi, za pomocą których walczy bądź porusza się oraz karabinki maszynowe. W odcinku „Potyczka” zostaje pokonany przez drużynę Alpha i wsadzony za kratki. W odcinku „Teoria snu” dzielił celę z Fleshem i z Recombo. Wrócił ponownie, tym razem jako osoba od „czarnej roboty”, pracująca u Magness. Jednak ponownie został schwytany przez drużynę Alpha.
- Albert „Flesh” – pomocnik Paine’a. W wyniku przypadkowego oblania go chemikaliami przez Paine’a stał się bardzo silnym olbrzymem. Jego „bronią” jest sztanga, którą rzuca jak bumerangiem. W odcinku „Potyczka” zostaje pokonany przez Axela i trafia do więzienia. W odcinku „Teoria snu” dzieli celę ze Spydahem i z Recombo.

### Najważniejsi
- Samantha „Magness” Paine – córka Paine’a. Nie wiadomo, kto jest jej matką. Ma moc kontrolowania metalowych przedmiotów. Jedynym metalem, nad którym nie miała swej magnetycznej mocy, jest złoto, ale wraz ze wzrostem mocy także nad nim uzyskała kontrolę. Ciągle wytwarza wokół siebie pole magnetyczne, które osłabia moc Jo Lan. Jej magnetyczna moc zwiększa się pod wpływem zimna, a pod wpływem ciepła maleje w znacznym stopniu, jednak wraz ze wzrostem jej mocy osłabiający wpływ gorąca zmniejsza się. Była menadżerem zespołu rockowego – Buddy Hamer, w którym gra ojciec Lioness. Próbowała w ten sposób wykraść złoto, które ukryła w metalowym robocie, i niepostrzeżenie wywieźć je z Landmark City. Jednak nie udało się jej to. Nienawidzi Lioness i ciągle z nią walczy.
- Dragon (właśc. klon Sebastiana Manninga) – tajemniczy ninja. Mistrz sztuki walki Jo Lan. W walce wykorzystuje swoje niezwykłe miecze (ma ich dwa) oraz nun-chaku. Nie jest po stronie Paine’a ani drużyny Alpha. Jest klonem ojca Axela, powstałym w projekcie „Kryształ”. Pomógł drużynie Alpha przeszkodzić Terensowi Jao przed zdobyciem miecza Jo Lan i zawładnięciem nad ziemią. Pracuje dla swojego mistrza. Okazuje się, że jest klonem Sebastiana Manninga, dlatego znał miejsca, w których niegdyś był ojciec Axela. Choć pomagał Axelowi przez pewien czas, to jednak powrócił do swego mistrza. W odcinku „Ogon Węża” znienawidził swego mistrza, którym okazał się być Kwan, i postanowił się na nim zemścić. Ostatnie pół roku spędził, próbując zabić Lee na zlecenie mistrza Kwana. W ostatnim odcinku zrzuca go z wieżowca.
- Kwan – tajemniczy mistrz Dragona. Jest bardzo silnym wojownikiem Jo Lan i wykorzystuje tę sztukę walki w sposób nigdy wcześniej niewidziany. O jego mocy świadczy to, jak zaatakował Lee dwoma palcami, pozostawiając olbrzymią dziurę w wieżowcu Lee Industries (od samej góry po parter). Jest on założycielem, a także szefem organizacji „Ogon Węża”. Ponosi winę za zamach bombowy na ojca Axela. Kupował dane na temat projektu „Kryształ”. Przejął władzę nad świątynią Jo Lan. Szuka zwoju mocy, by opanować świat. Pod koniec odcinka „Ogon Węża” powiedział, że czeka na „rewanż z Axelem” i że jego ojciec „nie umarł, jest bardzo żywy”, co zapewne oznacza, że to jeszcze nie koniec. To on wypowiada ostatnią kwestię w całym serialu.

### Poboczni
- Vinnie Masa Rossi (Vinnie Magma Rossi) – betonowy potwór. Mówi rymami. Niegdyś był człowiekiem, ale Paine, by ukarać go za porażkę, zrzucił na niego ogromne ilości mieszanki betonowej i wrzucił do wody wprost na kilka beczek chemikaliów. Na zawodach WWC walczył z Kingiem, który go pokonał, zdobywając przy tym mistrzowski pas. Podczas walki w szpitalu złamał Kingowi wszystkie żebra. Jako jedyny jest odporny na „Dotyk Paine’a”. W odcinku „Podziemna kryjówka” łączy się z magmą i powstaje „Vinnie Magma Rossi”.
- Doktor Eel – przestępca w kostiumie Rybo-Człowieka, który władał morskimi zwierzętami za pomocą nadajników przyczepionych do tych zwierząt. Dzięki tym nadajnikom sprawił, że wielkie kałamarnice zatopiły statek Pana Lee i umieściły go nad przepaścią. Paine kazał mu wypełnić misję: zniszczyć drużynę A.T.O.M. Jednak nie udało mu się to i trafił do więzienia. W odcinku „Ucieczka” był jednym z więźniów, z którymi Hawk i King mieli do czynienia w więzieniu.
- Cyber Dragon – robot pana Lee stworzony do zniszczenia drużyny Alpha. Był zaprogramowany w dane Dragona i jego umiejętności Jo-Lan. Jednak został pokonany przez fale elektromagnetyczne.
- Doktor Recombo – przestępca i jednocześnie potwór. W odcinku „Eksperyment” wybrał Kinga do swoich eksperymentów, kiedy znudziły mu się eksperymenty na zwierzętach i samym sobie. Po zmutowaniu jego DNA, zmienił go w potwora o wyglądzie neandertalczyka. Stracił jednak nad nim kontrolę z powodu ataku reszty drużyny i został przez niego pokonany. Następnie trafił do więzienia, gdzie częściowo przywrócono mu ludzki wygląd. W odcinku „Ucieczka” był jednym z więźniów, z którymi Hawk i King mieli do czynienia w więzieniu. Wrócił potem w odcinku „Teoria snu” jako wspólnik Lee. Uwięził wtedy drużynę ATOM w świecie ich snów, jednak pod koniec odcinka podzielił ich los.
- Bonez – tajemniczy szalony naukowiec, który za swój straszny wygląd (prawdopodobnie sam się oszpecił, prowadząc różne dziwaczne eksperymenty) został skazany na życie w podziemiach miasta Landmark City. Zamierzał z zemsty podbić całe miasto, w tym celu wynalazł specjalnego nano-wirusa, zamieniającego ludzi w posłuszne mu zombie, a już jedno ugryzienie takiego zombie doprowadzało, że ukąszony również stawał się zombie. Zaczął kraść i tworzyć różne nowoczesne pojazdy bojowe. Ubiera się jak „śmierć” i nawet walczy specjalną kosą. Pod koniec odcinka „Zły Bonez” znika w tajemniczych okolicznościach.
- Zombie – byli normalnymi ludźmi, ale Bonez porwał ich z hotelu i wszczepił im nano-wirusa. Tak stali się posłusznymi zombie wykonującymi wszystkie polecenia Boneza. Żyli w podziemiach miasta Landmark City. W Halloween mieli zaatakować ludzi na powierzchni, ale dopiero gdy zajdzie słońce, ponieważ bali się światła. Światło z TAG Blastera ich oślepiało. Do ich stada dołączyli także Hawk, Lioness i Shark. Wszyscy skupili się na starym cmentarzysku tuż pod nowym na powierzchni. Dopiero światło już zachodzącego słońca na powierzchni miasta sprawiło, że wrócili do swoich normalnych postaci.
- Optical – niski przestępca, zwany również wielkim oszustem. Potrafił za pomocą urządzeń maskujących (m.in. specjalnego implanta ocznego) przemieniać się w różne osoby lub zwierzęta. Nie uchroniło go to jednak przed więzieniem.
- Bogey – rywal Hawka, który był wraz z nim na kursie latania. Z powodu jego wygłupów obaj zostali wyrzuceni z kursu. Obecnie siedzi w więzieniu za kradzież najnowszego odrzutowca pana Lee na zlecenie Paine’a.
- Terence Yao – miliarder z Hongkongu oraz właściciel Yao Federation. Należał do szychy kryminalistów z Japonii. Wysłał swoich Ninja do Ameryki, aby ukraść miecz Jo Lan. Próbował za jego pomocą przejąć władzę na świecie i stać się niepokonanym oraz nieśmiertelnym. Na koniec odcinka „Miecz Jo Lan”, Dragon powala Yao, a Axel łapie miecz Jo Lan. Drużyna A.T.O.M. wsadziła Yao do więzienia, ku jego rozgoryczeniu.
- D-Zel – motocyklista i kolega Samanty Paine. Jest członkiem gangu motocyklowego i wspólnikiem Magnes. W odcinku „Córeczka tatusia” wpadł ze swoim motorem do jakiejś kabiny przerabiającej i stał się Człeko-motorem. Po ataku ze swoimi kumplami i Magness na dom Pana Lee i walce z A.T.O.M. trafił do więzienia. Ponownie daje o sobie znać jako zreformowany partner Magnes. Ich prawdziwe intencje wychodzą jednak na jaw, czego efektem dla niego było więzienie.
- Motocykliści – zwariowani koledzy D-Zela jeżdżący tak samo jak on na motorach. W odcinku „Córeczka tatusia” pomogli D-Zelowi i Magnes. Mieli zabić drużynę Alpha. Zdemolowali całą rezydencję Pana Lee w San Salomon. Nie udało im się pokonać piątki przyjaciół i zostali wsadzeni do więzienia. Magnes ich potem uwolniła i w odcinku „Ojcowie i córki” znów zaatakowali na Alpha Teens, ale i tym razem bez trudu zostali pokonani.
- Silas Green – architekt, który kiedyś był pracownikiem Pana Lee. W odcinku „Pułapka” chciał się na nim zemścić za wyrzucenie go z pracy. Przejął kontrolę nad budynkiem firmy pana Lee, z drużyną Alpha, panem Lee i pracownikiem firmy sprawdzającej bezpieczeństwo budynków. Próbował ich zniszczyć poprzez setkę robotów i innych urządzeń. Pod koniec odcinka „Pułapka” trafił do więzienia. Miał rację, mówiąc do drużyny Alpha „Zobaczycie! Lee was zdradzi tak jak zdradził mnie! Przekonacie się!”.
- Bracia Cannonball – bliźniacy, którzy uciekli w pierwszym odcinku z Paine'em ciężarówką. Następnie pojawili się w trzecim odcinku jako cyrkowi akrobaci. Paine zażądał od nich spłaty długu za uwolnienie z więzienia. Kiedy współpracują, są trudni do pokonania, ale często się kłócą, nawet w czasie walki i przez to stają się łatwym celem. Razem z Paine'em i Spydahem zaatakowali fabrykę Pana Lee. Drużyna Alpha jednak ich schwytała i wsadziła za kratki.
- Armia Ninja – setka złych ninja, którzy służyli Terence’owi Yao. Są dobrze wyszkoleni w walce, ale większość z nich po walce z A.T.O.M. trafiła do więzienia.
- Cyborgi – roboty na latających kołach, które wykorzystywał Paine. Potem wpadły w ręce pana Lee do testowania drużyny Alpha.
- Generał Boon – skorumpowany stróż prawa, był na usługach Paine’a. W odcinku „Ucieczka” sprawił, że posądzono drużynę Alpha o kradzież aut, którą potem ścigał. Złapał Hawka i Kinga. Był w zmowie z sędzią Fenderem.
- Sędzia Fender – skorumpowany sędzia, był na usługach Paine’a i współpracował razem z generałem Boonem. Wymierzał kary w miejskim sądzie. W odcinku „Ucieczka” niesłusznie skazał Kinga i Hawka na trzydzieści lat ciężkich robót. Trafili oni do więzienia, w którym przebywali groźni przestępcy, których wcześniej złapali.
- Tork – olbrzymi, wieloręki robot zespołu „Buddy Hammer” kontrolowany przez Magnes. W nim było ukryte złoto skradzione przez Spydaha. Został zniszczony dzięki wspólnym wysiłkom drużyn Alpha i Buddy Hammer.
- Hybridon – kiedyś był małym tygrysem, na którym eksperymentował Recombo. W wyniku tych eksperymentów stał się gigantycznym zmutowanym potworem z DNA różnych dzikich zwierząt (m.in. nosorożca, kobry, szerszenia i rekina). Grasował w Parku Narodowym, zmuszając władze do zamknięcia parku dopóki eksperci nie znajdą go i schwytają. Gdy Axel poszedł zbadać teren, a Lioness i King opuścili obozowisko, zaatakował namiot Sharka i Hawka. Hawk został przez niego mocno uderzony, gdy poszedł na zwiady. Hybridon zaciągnął namiot w odległe miejsce z nadal śpiącym Sharkiem w środku. Zjadł żywność znalezioną w namiocie i prawie pożarł Sharka, który został uratowany przez drużynę. Został pokonany przez Axela, który użył broni otrzymanej przez pracownika parku. Następnego ranka Hybridon został schwytany i przetransportowany w bezpieczne miejsce. W odcinku Przygoda w ZOO Pan Lee chciał przejąć nad nim kontrolę za pomogą chipa, lecz King wyjął mu chip i na końcu uratował Kinga i odpłynął.
- Kraken – potwór morski grasujący w głębinach niedaleko Szwajcarii. Zwierzę przypominające wieloryba. Większość ludzi uważała go za legendę, bo rzadko się pokazywał na morzu. Zatopił statek ojca Rachel. Był pod kontrolą Rayzy, ale potem oswoił go King.
- Arrow Triger – starszy kolega Garretta. Razem uczęszczali na zajęcia, ale Triger nie chciał pomagać. Leciał z drużyną Alpha odzyskać najnowocześniejszego odrzutowca, którego wykradła drużyna Mu, ale był oszustem i sam go wykradł. Jednak Axel przyczepił do kadłuba specjalne urządzenie od Garretta, które spowodowało, że Triger stracił kontrolę nad samolotem i wylądował na posterunku policji.
- Racer – nowy wróg drużyny Alpha. Znany złodziej samochodów. Jego główny cel to XT-9000. Na końcu zostaje schwytany, a Axel odzyskuje swój samochód.
- Colonel Steel – wróg Drużyny Alpha z odcinka „Sztuka przetrwania”. Wykorzystuje do walki różne gadżety jak łuk, odrzutowy plecak itd.

### Drużyna Omega
Drużyna podobna do Alpha, tyle że na usługach Paine’a. Są to dość trudni przeciwnicy, ale nie potrafią ze sobą współpracować, przez co zostali ostatecznie pokonani i trafili do więzienia.
- Edge – lider drużyny Omega, miał wykończyć Axela podczas jazdy na deskorolce.
- Ikarus – lotnik, miał wykończyć Hawka podczas latania.
- Buffy – bardzo silna kulturystka, miała wykończyć Kinga podczas walki na kopie.
- Ratman – motocyklista, miał wykończyć Lioness podczas wyścigu motorowego. Jest małomówny.
- Gator Girl – afrykańska surferka, która swoimi ostrymi zębami może przegryźć wszystko (stąd jej ksywka), miała wykończyć Sharka podczas surfowania. Paine nazywał ją „otwieracz do puszek”.

### Drużyna Mu
- Pan Janus Lee – przywódca wszystkich klonów, które potem trafiły do kolekcji Colonela Steela. Stworzył je z DNA różnych zwierząt oraz Axela i reszty. W pierwszej serii był przyjacielem drużyny Alpha, w drugiej ją zdradził. Myślano, że to on zdetonował bombę, która zabiła Sebastiana Manninga, co okazało się nieprawdą. Najprawdopodobniej osłabiony po ataku Fanga umiera, ratując Axela i resztę jego drużyny. Potrafi stworzyć robota lub samochód z twardego światła. W odcinku „Ogon węża” po ataku Dragona, przez który wypada z wieżowca i ratuje się barierą z twardego światła, zostaje uszkodzony jego mózg, a ciało zostaje wchłonięte przez twarde światło, wskutek czego staje się mutantem wyglądającym jak „duch” Pana Lee.
- Tilian – klon Axela. Posiada DNA Axela, kobry, krokodyla, gekona i kameleona. Umie zmieniać kolory tak jak kameleon. Ma ostre zęby i język, którego może używać do chwytania wrogów. Pluje bardzo szybko zastygającym kwasem. Odrastają mu kończyny i jest najlepszym z klonów. Później dostaje od Pana Lee ulepszony Pajęczy Plecak Spydaha.
- Firekat – klon Lioness. Ma w sobie DNA Lioness, lwa, geparda, tygrysa i pumy. Umie poruszać się z prędkością geparda, skacze bardzo wysoko i ma ostre jak brzytwy pazury. Jej czuły słuch wychwytuje wszystkie fale dźwiękowe, a ogon daje jej przewagę podczas walki. Nienawidzi wody.
- Stingfly – klon Hawka. Został stworzony z DNA Hawka, szerszenia, osy, żuka i ważki. Ma na plecach skrzydła, które pozwalają mu latać tak jak szerszeń. Posiada zatrute żądło. Umie wydawać niszczycielskie fale ultradźwięków, które są w stanie rozkruszyć skały.
- Rayza – klon Sharka. Został stworzony z DNA Sharka, piranii, węgorza elektrycznego, barrakudy i meduzy. Umie oddychać pod wodą tak jak węgorz i może razić prądem. Posiada ostre zęby i silne szczęki.
- Wrecka – klon Kinga. Posiada w sobie DNA Kinga, słonia, nosorożca i hipopotama. Jest silny, tak jak słoń, bez trudu może podnieść samochód. Na głowie ma róg jak u nosorożca, potrafi z niego strzelać promieniami.

### Ogon Węża (Syndykat)
- Mistrz Kwan (lub Fang) – założyciel i przywódca organizacji Ogon Węża. Znał ojca Axela i jest silnym przeciwnikiem. Zna sztukę Jo Lan. Symbolem tej organizacji jest wąż trzymający swój ogon, a w środku czerwone koło.
- Dragon – służy Kwanowi. Dragon jest klonem ojca Axela, stworzonym przez Lee w projekcie „Kryształ”.
- Armia ninja – są czymś w stylu żołnierzy organizacji Ogon Węża. Wszyscy są na usługach Kwana. Pojawiają się znikąd na jego zawołanie. Są to pozbawieni skrupułów przestępcy.

## Wynalazki i ich właściciele

### Wynalazki Lee
- XT-9000 – Axel
- Thunderbike-3000 – Axel
- Airjet – Axel
- Protojet-5000 – Axel
- Super deskorolka Turbo Board – cała drużyna
- MTX-9000 – Lioness
- Crossjet – Lioness
- Thunderquad-3000 – King
- Naramienniki Power-Ram – King
- Speedshark-3000 – Shark
- Podwodny skuter – Shark
- Subjet – Shark
- Rotobike-3000 – Hawk
- Odrzutowe skrzydła – Hawk
- Hiper Sonic Stratojet – Hawk
- Bladejet – Hawk
- Slamma – cała drużyna
- Hydraulix Jamma – cała drużyna
- A 1-1-5 – cała drużyna
- Mechaspeeder – Axel
- Street Shredder – Paine i Flesh
- T.A.G. Blaster – cała drużyna (początkowo Lioness)
- Nitro XT-7 – Axel
- Skrzydła szerszenia i zatrute żądło – Stingfly
- Opcja nocna – cała drużyna
- Harpun i przeróbka Thunderquad-3000 – Wrecka
- Szpony geparda i przeróbka MTX-9000 – Firekat
- Odnóża Spydaha (przerobione) i przeróbka Thunderbike-3000 – Tilian (Lee wzorował się na odnóżach Spydaha)
- Zbroja i samochód z twardego światła – drużyna MU

### Wynalazca Garrett
- Protojet-5000 – Axel
- Airjet – Axel
- Bladejet – Hawk
- Crossjet – Lioness
- Subjet – Shark
- Hydraulix Jamma – cała drużyna
- Nanosmar – Garrett
- A 1-1-5 – cała drużyna

### Wynalazca Spydah
- Mechaniczne odnóża – Spydah (kiedy poszedł za kratki, Lee ukradł mu to i oddał je Tillianowi)
- Pajęczy Plecak – Spydah
- Pajęczy kask z noktowizorami – Spydah
- Robot pająk – Spydah
- Bike Fang 8X8X8 – Spydah

## Wersja oryginalna
- James Arnold Taylor –
  - Axel Manning,
  - Sebastian Manning,
  - Tilian
- Brian Donovan –
  - Shark,
  - Rayza
- Charlie Schlatter –
  - Hawk,
  - Stingfly
- Alli Mauzey –
  - Lioness,
  - Firekat
- Aldis Hodge –
  - King,
  - Wrecka
- Tom Kenny –
  - Pan Lee,
  - Spydah
- Clancy Brown – Alexander Paine
- Bill Fagerbakke – Albert „Flesh”
- Alexander Polinsky – Garrett
- Keith Szarabajka –
  - Dragon,
  - Cyber Dragon
- Brian Cummings – Vinnie „Masa” Rossi (Vinnie „Magma” Rossi)
- Pat Musick – Momma Rossi
- Kari Wahlgren – Samantha „Magness” Paine
- Danny Mann –
  - Reżyser,
  - Recombo,
  - Generał Boon
- Maurice LaMarche –
  - Doktor Eel,
  - Sędzia Fender
- Jess Harnell –
  - Agent Richter,
  - Optical,
  - D-Zel
- Thomas F. Wilson – Boogey
- Yuri Lowenthal – Silas Green
- Jason Marsden – mistrz Kwan

## Wersja polska
Opracowanie i udźwiękowienie wersji polskiej: na zlecenie Jetix – STUDIO EUROCOM

Reżyseria:
- Dorota Prus-Małecka (odc. 1-37, 40-44, 46-52),
- Tomasz Marzecki (odc. 38-39, 45)

Dialogi: Aleksandra Rojewska

Dźwięk i montaż:
- Jacek Gładkowski (odc. 1-12, 17-29, 33-35),
- Jacek Kacperek (odc. 13-16, 30-32),
- Krzysztof Podolski (odc. 36-52)

Kierownictwo produkcji: Marzena Omen-Wiśniewska

Udział wzięli:
- Aleksandra Bieńkowska –
  - Lioness (odc. 1-32),
  - Firekat (odc. 29, 31-32)
- Jacek Kopczyński –
  - Axel Manning (odc. 1-35),
  - Sebastian Manning (odc. 15)
- Krzysztof Szczerbiński –
  - Axel Manning (odc. 36-52),
  - Tilian (odc. 36, 41)
- Łukasz Lewandowski –
  - Shark,
  - jeden z braci Cannonball (odc. 3),
  - Rayza (odc. 30-32),
  - Hawk (jedna kwestia – błąd dubbingu, odc. 45)
- Andrzej Hausner –
  - Hawk,
  - Stingfly (odc. 30-32),
  - Wrecka (odc. 46)
- Tomasz Błasiak –
  - King,
  - jeden z braci Cannonball (odc. 3),
  - Wrecka (odc. 29, 31-32, 36, 43-44, 47-48, 51)
- Janusz Wituch –
  - Janus Lee,
  - naukowiec#2 (odc. 2),
  - Dragon (odc. 8),
  - Skalpel (odc. 19),
  - mężczyzna wyśmiewający Hawka (odc. 28),
  - strażnik parku (odc. 33),
  - strażnik w więzieniu#2 (odc. 34),
  - jeden z więźniów (odc. 34),
  - Flesh (odc. 35),
  - D-Zel (odc. 37),
  - Sebastian Manning (odc. 38, 44-45, 50),
  - Doktor Logan (odc. 39),
  - jeden z braci Lioness (odc. 40)
- Dariusz Odija –
  - Alexander Paine (oprócz odc. 38),
  - Tilian (odc. 27-28, 31-32, 35)
- Cezary Kwieciński –
  - Spydah,
  - naukowiec#1 (odc. 2),
  - dostawca pizzy#1 (odc. 8),
  - Boogey (odc. 9, 17),
  - Optical (odc. 12, 17),
  - Bonez (odc. 20),
  - Terence Yao (odc. 21),
  - listonosz (odc. 34),
  - strażnik w więzieniu#1 (odc. 34),
  - jeden z więźniów (odc. 34),
  - Stingfly (odc. 36, 43-44, 46-48, 51),
  - jeden z braci Lioness (odc. 40),
  - Tilian (odc. 43-44, 46-48, 51),
  - Rayza (jedna kwestia – błąd dubbingu, odc. 48),
  - Frank (odc. 49),
  - mistrz Ji (odc. 50)
- Jan Aleksandrowicz –
  - Flesh (oprócz odc. 35),
  - szef Departamentu Bezpieczeństwa (odc. 5),
  - Doktor Eel (odc. 6, 17),
  - specjalista od efektów specjalnych (odc. 7),
  - Agent Richter (odc. 12, 17, 26),
  - więzień (odc. 17),
  - jeden z braci Cannonball (odc. 17),
  - komentator Rajdu Buntowników (odc. 19),
  - D-Zel (odc. 22, 24)
- Ryszard Olesiński –
  - konduktor (odc. 4),
  - Silas Green (odc. 5)
- Jarosław Domin – reżyser filmu (odc. 7)
- Magdalena Krylik –
  - aktorka w filmie (odc. 7),
  - dentystka (odc. 8),
  - Magness (odc. 10, 22),
  - Lioness (odc. 33-52),
  - Firekat (odc. 36, 46-48, 51)
- Artur Kaczmarski –
  - Doktor Recombo (odc. 7, 17),
  - Sebastian Manning (odc. 8, 12, 18, 21),
  - dostawca pizzy#2 (odc. 8),
  - pułkownik Cooper (odc. 9),
  - Dr Nimbus (odc. 11),
  - Ratman (odc. 19),
  - Dragon (odc. 21)
- Krzysztof Zakrzewski –
  - Vinnie „Masa” Rossi (odc. 13, 23, 42),
  - DJ w radiu (odc. 15),
  - strażnik w muzeum (odc. 21),
  - ochroniarz w klubie (odc. 22),
  - członek załogi stacji kosmicznej (odc. 43),
  - agent Sarllile (odc. 44)
- Dorota Kawęcka –
  - matka Vinniego Rossi (odc. 13, 23, 42),
  - Michelle Moreno (odc. 19, 22, 41),
  - Gator Girl (odc. 19),
  - Lyra (odc. 30),
  - matka Cataliny (odc. 40),
  - matka Nicole (odc. 46)
- Leszek Zduń –
  - Garrett,
  - dłużnik Vinniego (odc. 13),
  - Ikarus (odc. 19),
  - Tilian (odc. 26, 38-39),
  - reżyser reklamy (odc. 27),
  - oficer (odc. 28)
  - kierowca#2 (odc. 31),
  - Carlos (odc. 31),
  - Duke (odc. 32),
  - strażnik w więzieniu (odc. 35),
  - jeden z więźniów (odc. 35),
  - Pipeline (odc. 39),
  - jeden z braci Lioness (odc. 40),
  - motocyklista (odc. 47)
- Wojciech Machnicki –
  - Doktor Evans (odc. 15),
  - generał Boon (odc. 17),
  - jeden z braci Cannonball (odc. 17),
  - klaun (odc. 19),
  - Edge (odc. 19),
  - generał (odc. 36),
  - Trash – ojciec Lioness (odc. 37),
  - szef fabryki zabawek (odc. 41),
  - kierownik zoo (odc. 46),
  - ojciec Nicole (odc. 46),
  - Brendan Wheeler (odc. 49),
  - mistrz Kwan (odc. 50, 52)
- Paweł Szczesny –
  - sędzia Fender (odc. 17),
  - Optical w postaci strażnika więziennego (odc. 17),
  - mieszkaniec bagien (odc. 18),
  - akrobata (odc. 19)
- Monika Wierzbicka –
  - lekarka (odc. 18),
  - Buffy (odc. 19)
- Katarzyna Łaska –
  - Michelle Moreno (odc. 24, 46, 49),
  - Liza (odc. 25, 40),
  - Magness (odc. 26, 37, 47),
  - Rachel Logan (odc. 30, 39),
  - brat Carlosa (odc. 31),
  - dziewczyna sprzedająca losy na loterię (odc. 37),
  - Madison (odc. 38),
  - Firekat (odc. 39),
  - Nicole (odc. 46),
  - pani Ross (odc. 52)
- Robert Tondera –
  - kierowca#1 (odc. 31),
  - dyrektor centrum handlowego (odc. 31),
  - Sebastian Manning (odc. 31),
  - lekarz (odc. 36),
  - Rayza (odc. 36, 38-39, 43, 46-48, 51),
  - Dragon (odc. 38, 44, 52),
  - Cyber Dragon (odc. 38),
  - Lars (odc. 39),
  - Hector (odc. 40),
  - lektor w reklamie (odc. 41),
  - komandor Jones (odc. 43),
  - Kip Hawkes (odc. 44),
  - pułkownik Steel (odc. 45, 51),
  - kelner (odc. 46),
  - kurier (odc. 48),
  - prowadzący Nakręconych obciachów (odc. 49),
  - mistrz Jo Lan (odc. 50)
- Tomasz Marzecki –
  - Dragon (odc. 34),
  - Doktor Recombo (odc. 35),
  - Wrecka (odc. 38-39),
  - Alexander Paine (odc. 38)
- Modest Ruciński –
  - Arrow Triger (odc. 36),
  - ochroniarz w centrum handlowym (odc. 37),
  - jeden z braci Lioness (odc. 40),
  - pan Wong (odc. 50)
- Joanna Pach – Jenny (odc. 38)
- Agata Gawrońska – niania Hipolita (odc. 40)
- Aleksandra Rojewska

i inni
Tekst piosenki: Andrzej Gmitrzuk

Śpiewali: Adam Krylik, Krzysztof Pietrzak, Piotr Gogol i Paweł Hartlieb

Kierownictwo muzyczne: Piotr Gogol
Lektor: Janusz Kozioł

## Odcinki
- Premiery w Polsce:
  - I seria (odcinki 1-12) – 10 września 2005 roku,
  - I seria (odcinki 13-26) – 14 stycznia 2006 roku,
  - II seria (odc. 27-39) – 30 września 2006 roku,
  - II seria (odc. 40-52) – 12 maja 2007 roku,
- W polskiej wersji niektóre odcinki były emitowane w innej kolejności niż w oryginalnej.
- Odcinek „Ja, Paine” Jetix Polska wyemitował po raz pierwszy 4 lutego 2006 r., jednak w wersji bez głosu postaci (były emitowane jedynie dźwięki). Dlatego też został on powtórzony 11 lutego już w poprawionej wersji (z głosami postaci).
- Odcinek 46 został pominięty 2 czerwca 2007, gdyż Jetix Polska zaprezentował tego dnia ramówkę z 2 maja 2007. W wyniku tego odcinek został wyemitowany 9 czerwca.
- Od 1 września 2008 roku Jetix wznowił emisję serialu według kolejności produkcji odcinków. Różnice kolejności pojawiają się od 5 odcinka i dotyczą jedynie pierwszej serii.
- Od 1 listopada 2008 roku serial był emitowany w telewizji Polsat (odcinki 1-26).

### Spis odcinków
| Premiera odcinka | N/o | Polski tytuł               | Angielski tytuł            |
| ---------------- | --- | -------------------------- | -------------------------- |
|                  |     |                            |                            |
| SERIA PIERWSZA   |     |                            |                            |
|                  |     |                            |                            |
| 10.09.2005       | 01  | Paine – cień z przeszłości | A Paine by Any Other Name  |
| 17.09.2005       | 02  | Paine – cień z przeszłości | A Paine by Any Other Name  |
|                  |     |                            |                            |
| 24.09.2005       | 03  | Dotyk Paine’a              | Touch of Paine             |
|                  |     |                            |                            |
| 01.10.2005       | 04  | Oko w oko z Fleshem        | Of the Flesh               |
|                  |     |                            |                            |
| 08.10.2005       | 05  | Pułapka                    | Trapped                    |
|                  |     |                            |                            |
| 15.10.2005       | 06  | Na głębokości              | In Too Deep                |
|                  |     |                            |                            |
| 22.10.2005       | 07  | Eksperyment                | The Experiment             |
|                  |     |                            |                            |
| 29.10.2005       | 08  | Spotkanie z Mistrzem       | Enter the Dragon           |
|                  |     |                            |                            |
| 05.11.2005       | 09  | Ostatnie starcie           | The Final Frontier         |
|                  |     |                            |                            |
| 12.11.2005       | 10  | Naturalne przyciąganie     | Natural Magnetism          |
|                  |     |                            |                            |
| 19.11.2005       | 11  | Burzowy dzień              | Stormy Weather             |
|                  |     |                            |                            |
| 26.11.2005       | 12  | Podwójna twarz             | Double Image               |
|                  |     |                            |                            |
| 14.01.2006       | 13  | Królewski cios             | Royal Rumble               |
|                  |     |                            |                            |
| 21.01.2006       | 14  | Spydah, pająki są wszędzie | Spydah, Spiders Everywhere |
|                  |     |                            |                            |
| 28.01.2006       | 15  | Cierpienie Paine’a         | House of Paine             |
|                  |     |                            |                            |
| 11.02.2006       | 16  | Ja, Paine                  | I, Paine                   |
|                  |     |                            |                            |
| 18.02.2006       | 17  | Ucieczka                   | Breakout                   |
|                  |     |                            |                            |
| 25.02.2006       | 18  | Wielki sen                 | The Big Sleep              |
|                  |     |                            |                            |
| 04.03.2006       | 19  | Drużyna Omega              | Omega Team                 |
|                  |     |                            |                            |
| 05.03.2006       | 20  | Zły Bonez                  | Dem Bonez                  |
|                  |     |                            |                            |
| 11.03.2006       | 21  | Miecz Jo Lan               | The Sword of Jo Lan        |
|                  |     |                            |                            |
| 12.03.2006       | 22  | Córeczka tatusia           | Daddy’s Little Girl        |
|                  |     |                            |                            |
| 18.03.2006       | 23  | Podziemna kryjówka         | Underworld                 |
|                  |     |                            |                            |
| 25.03.2006       | 24  | Zaciemnienie               | Black Out                  |
|                  |     |                            |                            |
| 01.04.2006       | 25  | Zdalne sterowanie          | Remote Control             |
|                  |     |                            |                            |
| 08.04.2006       | 26  | Potyczka                   | Showdown                   |
|                  |     |                            |                            |
| SERIA DRUGA      |     |                            |                            |
|                  |     |                            |                            |
| 30.09.2006       | 27  | Mistyfikacja               | Deception                  |
|                  |     |                            |                            |
| 07.10.2006       | 28  | Odkrycie                   | Revelation                 |
|                  |     |                            |                            |
| 14.10.2006       | 29  | Jazda w dół                | Movin’ on Down             |
|                  |     |                            |                            |
| 21.10.2006       | 30  | W głębi morza              | From Beneath the Sea       |
|                  |     |                            |                            |
| 28.10.2006       | 31  | Wskrzeszenie               | Resurrection               |
|                  |     |                            |                            |
| 04.11.2006       | 32  | Drenaż mózgu               | Brain Drain                |
|                  |     |                            |                            |
| 11.11.2006       | 33  | Kemping z wrogiem          | Camping with the Enemy     |
|                  |     |                            |                            |
| 18.11.2006       | 34  | Ocalić Paine’a             | Paine Relief               |
|                  |     |                            |                            |
| 25.11.2006       | 35  | Teoria snu                 | Perchance to Dream         |
|                  |     |                            |                            |
| 02.12.2006       | 36  | Wstrząs                    | A Shock to the System      |
|                  |     |                            |                            |
| 09.12.2006       | 37  | Ojcowie i córki            | Fathers and Daughters      |
|                  |     |                            |                            |
| 16.12.2006       | 38  | Zaprogramowany             | Programmed                 |
|                  |     |                            |                            |
| 23.12.2006       | 39  | Przebudzenie Krakena       | The Kraken Awakens         |
|                  |     |                            |                            |
| 12.05.2007       | 40  | Dziewczyny z Brazylii      | The Girls from Brazil      |
|                  |     |                            |                            |
| 13.05.2007       | 41  | Zmutowane zabawki          | The Mu-Toys                |
|                  |     |                            |                            |
| 19.05.2007       | 42  | Powrót Massy               | Critical Mass              |
|                  |     |                            |                            |
| 20.05.2007       | 43  | Górna granica              | High Frontier              |
|                  |     |                            |                            |
| 26.05.2007       | 44  | Ojcowie i synowie          | Fathers and Sons           |
|                  |     |                            |                            |
| 27.05.2007       | 45  | Sztuka przetrwania         | Survival Skills            |
|                  |     |                            |                            |
| 09.06.2007       | 46  | Przygoda w zoo             | Zoo Story                  |
|                  |     |                            |                            |
| 03.06.2007       | 47  | Przedziwna para            | The Oddest Couple          |
|                  |     |                            |                            |
| 10.06.2007       | 48  | Cichy wielbiciel           | Secret Admirer             |
|                  |     |                            |                            |
| 16.06.2007       | 49  | Hiper rzeczywistość        | Hyper Reality              |
|                  |     |                            |                            |
| 17.06.2007       | 50  | Sługa dwóch panów          | Serving Two Masters        |
|                  |     |                            |                            |
| 23.06.2007       | 51  | Pełne koło                 | Full Circle                |
|                  |     |                            |                            |
| 24.06.2007       | 52  | Ogon węża                  | The Serpent’s Tale         |
|                  |     |                            |                            |

## Magazyn A.T.O.M.
Pod koniec listopada 2006 Media Service Zawada wypuściła na rynek nowy magazyn, „Action Man A.T.O.M.”. Pierwszy numer kosztował 4,99zł, kolejne 5,99zł. Od piątego numeru magazyn stał się dwumiesięcznikiem. W listopadzie 2007 roku z powodu niskiej sprzedaży pojawił się ostatni, ósmy numer magazynu. Na świecie ów magazyn wychodził w latach 2005-2007. Wyszło 27 numerów.
| Nr               | Komiks               | Prezent                                       |
| ---------------- | -------------------- | --------------------------------------------- |
| MAGAZYN A.T.O.M. |                      |                                               |
| ROK 2006         |                      |                                               |
| 12/2006          | Zabójcze gry         | Antygrawiton                                  |
| ROK 2007         |                      |                                               |
| 1/2007           | Terapia szokowa      | Miotacz Energii                               |
| 2/2007           | Dotyk zła            | Wyrzutnia Mocy                                |
| 3/2007           | Skradziona moc       | Zestaw szpiega – notes, amulet, identyfikator |
| 5/2007           | Grom z jasnego nieba | Arachnoskop                                   |
| 7/2007           | Jad Czarnej Mamby    | 2 prezenty do wyboru                          |
| 9/2007           | Droga Wojownika      | Robochwytacz                                  |
| 11/2007          | Nocna Misja          | A.T.O.M-owe kajdanki + Magazyn Jetix          |